# Zakrzew (Garwolin)
Pour les articles homonymes, voir Zakrzew.
Zakrzew (prononciation : [ˈzakʂɛf]) est un village polonais de la gmina de Wilga dans le powiat de Garwolin de la voïvodie de Mazovie dans le centre-est de la Pologne.
Le village possède approximativement une population de 250 habitants.

## Histoire
De 1975 à 1998, le village appartenait administrativement à la voïvodie de Siedlce.